# 班克黑德小鱸
班克黑德小鱸為輻鰭魚綱鱸形目鱸亞目河鱸科的其中一種，分布於美國阿拉巴馬州西北部的Black Warrior河流域，體長可達5公分，棲息在中底層水域。